# 柴田承桂

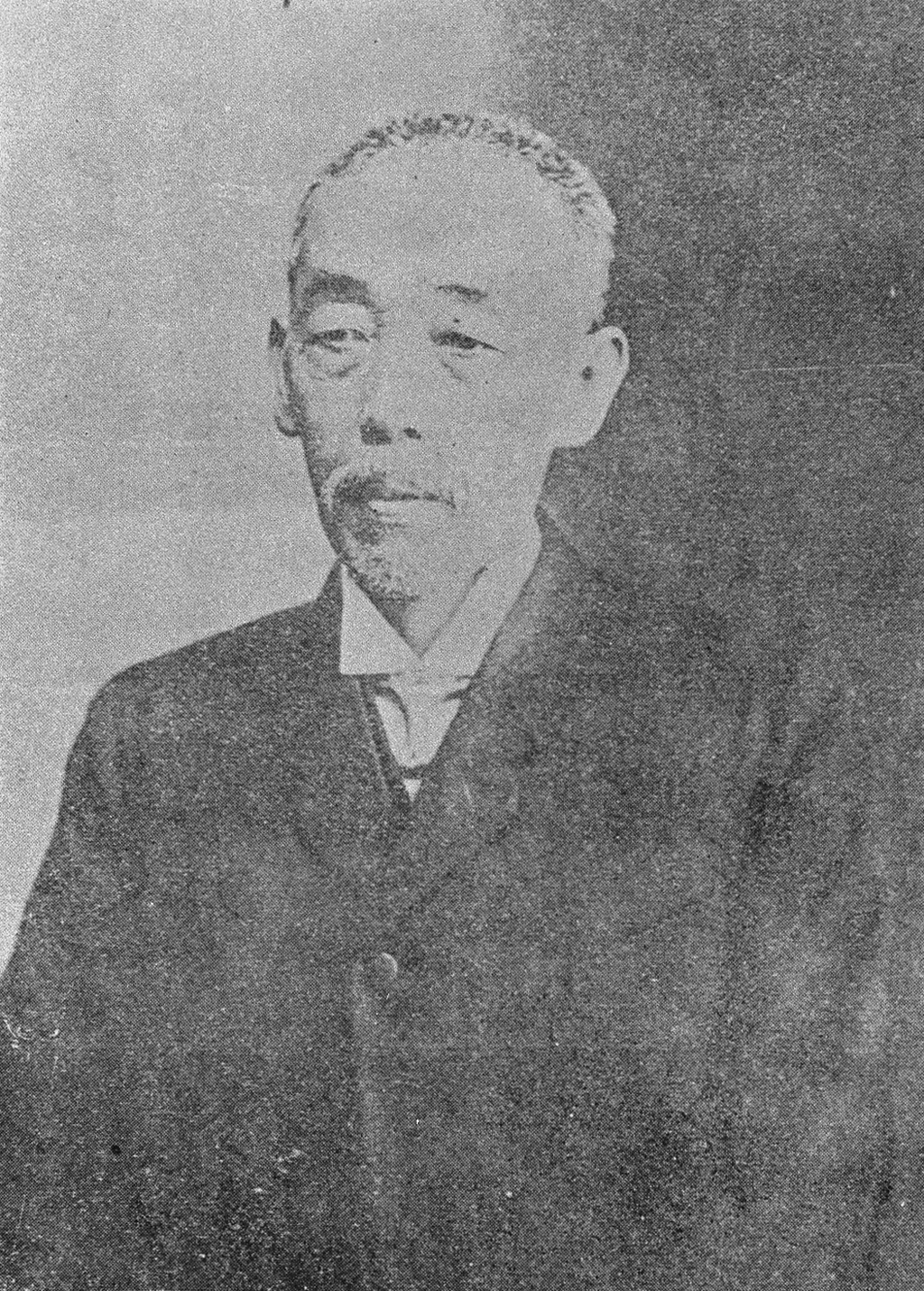
柴田承桂

柴田 承桂（しばた しょうけい、嘉永3年5月12日〈1850年6月21日〉 - 明治43年〈1910年〉8月2日）は、日本の化学者、薬学者。柴田桂太・雄次の父。徳永重康は娘婿。

## 略歴
漢方医である永坂周二の次男として名古屋に生まれる。兄に漢詩人・書家の永坂石埭（ながさか せきたい）がいる。尾張藩医・柴田承慶の養子となり柴田家を継ぐが、承桂は医師を志さず、化学者、薬学者の道を選ぶ。
明治2年（1869年）、尾張藩に選ばれて貢進生となった。2年後、文部省の命令でドイツに留学し、ベルリン大学のホフマンの下で有機化学を学び、ついでミュンヘン大学のペッテンコーファーの下で薬学・衛生学を学んだ。明治7年（1874年）に帰国して、東京医学校の初代製薬学科教授に就任する。『百科全書』の翻訳事業に参加して「地質学」「果園篇」「太古史」の翻訳を担当した。その後、文部省衛生局司薬監督、東京・大阪両司薬場長を歴任するが病気がちのために退官して、以後著述活動に専念した。また、当時既に官職ではなかったが明治19年（1886年）制定の日本薬局方および改正日本薬局方（明治24年（1891年））の編纂に携わった。明治36年（1903年）薬学博士。
胃ガンを患い明治43年（1910年）8月2日に自宅で死亡。
墓は東京都新宿区の幸国寺と名古屋市千種区の大法寺に分骨されている。

## 著作
柴田承桂の著作は以下のとおり。
- ファルク著、柴田承桂訳『普魯士学校規則』文部省、1877年
- 柴田承桂訳編『衛生概論』島村利助、丸屋善七、1879-1882年
- 飯盛挺造編、丹波敬三、柴田承桂校補『物理学』島村利助、丸屋善七、1879-1882年
- ノイバウヱル著、下山順一郎訳、柴田承桂校補『検尿法』下山順一郎、1881年
- フリードリヒ・サンデル、柴田承桂訳、長與專齋校閲『公衆衛生論』竹雲書屋、1882年
- 丹波敬三、柴田承桂編、高松数馬補『普通動物学』島村利助、丸屋善七、1883年
- 伊藤謙著、柴田承桂、村井純之助校補『薬品名彙』増訂、島村利助、丸屋善七、1883年
- 伊勢錠五郎、柴田承桂編『臨床薬説』永坂周二、1884年
- 熊沢善庵、柴田承桂編『普通金石学』島村利助等、1885年
- 高橋秀松、柴田承桂編、生田秀校補『飲料水』島村利助、1887年
- 樫村清徳、伊勢錠五郎編、柴田承桂補『日本薬局方随伴』樫村清徳等、1887年
- コルネット著、柴田承桂訳『肺労伝染予防論』丸善、南江堂、1891年
- 山田董著、柴田承桂補訂『無機化学粋』改正8版、山田董、1906年
- 下山順一郎編、柴田承桂訂『薬用植物学』改正増補13版、蒼キュウ堂、1910年